# Top Gear/Episodenliste

Logo zur Serie

Diese Episodenliste enthält alle Episoden des britischen Automagazins Top Gear seit der Neuauflage im Jahr 2002, sortiert nach der britischen Erstausstrahlung. Die Erstausstrahlung der Serie war im Vereinigten Königreich im Jahr 2002 auf dem Sender BBC Two zu sehen, wo sie bis heute läuft. Top Gear umfasst derzeit 33 Staffeln mit insgesamt 240 Episoden.

## Übersicht
| Staffel | Episodenanzahl | Erstausstrahlung UK | Erstausstrahlung UK | Deutschsprachige Erstausstrahlung | Deutschsprachige Erstausstrahlung | Durchschn. Quoten (UK) |
| Staffel | Episodenanzahl | Staffelpremiere     | Staffelfinale       | Staffelpremiere                   | Staffelfinale                     | Durchschn. Quoten (UK) |
| ------- | -------------- | ------------------- | ------------------- | --------------------------------- | --------------------------------- | ---------------------- |
| 1       | 10             | 20. Oktober 2002    | 29. Dezember 2002   | —                                 | —                                 | 3,40 Mio.              |
| 2       | 10             | 11. Mai 2003        | 20. Juli 2003       | —                                 | —                                 | 3,19 Mio.              |
| 3       | 9              | 26. Oktober 2003    | 28. Dezember 2003   | —                                 | —                                 | 4,03 Mio.              |
| 4       | 10             | 9. Mai 2004         | 1. August 2004      | —                                 | —                                 | 3,48 Mio.              |
| 5       | 9              | 24. Oktober 2004    | 26. Dezember 2004   | 25. April 2014                    | 18. Oktober 2014                  | 4,15 Mio.              |
| 6       | 11             | 22. Mai 2005        | 7. August 2005      | 25. Oktober 2014                  | 3. Januar 2015                    | 4,21 Mio.              |
| 7       | 7              | 13. November 2005   | 12. Februar 2006    | 10. Januar 2015                   | 29. Januar 2012                   | 4,61 Mio.              |
| 8       | 8              | 7. Mai 2006         | 30. Juli 2006       | 21. Februar 2015                  | 11. April 2015                    | 4,45 Mio.              |
| 9       | 7              | 28. Januar 2007     | 25. Juli 2007       | 23. März 2017                     | 18. September 2010                | 7,45 Mio.              |
| 10      | 11             | 7. Oktober 2007     | 14. März 2008       | 4. Juli 2011                      | —                                 | 7,00 Mio.              |
| 11      | 6              | 22. Juni 2008       | 27. Juli 2008       | 29. Juni 2010                     | 9. August 2010                    | 5,94 Mio.              |
| 12      | 8              | 2. November 2008    | 28. Dezember 2008   | 4. Mai 2010                       | 22. Juni 2010                     | 7,32 Mio.              |
| 13      | 7              | 21. Juni 2009       | 2. August 2009      | 28. August 2010                   | 15. Oktober 2012                  | 7,17 Mio.              |
| 14      | 7              | 15. November 2009   | 3. Januar 2010      | 17. Juli 2010                     | 3. Dezember 2012                  | 6,32 Mio.              |
| 15      | 6              | 27. Juni 2010       | 1. August 2010      | 16. Mai 2011                      | 27. Juni 2011                     | 5,76 Mio.              |
| 16      | 8              | 21. Dezember 2010   | 27. Februar 2011    | 27. Juni 2011                     | 10. September 2012                | 6,33 Mio.              |
| 17      | 6              | 26. Juni 2011       | 31. Juli 2011       | 18. März 2013                     | 23. Dezember 2013                 | 5,38 Mio.              |
| 18      | 8              | 28. Dezember 2011   | 11. März 2012       | 29. April 2013                    | 10. Juni 2013                     | 5,11 Mio.              |
| 19      | 7              | 27. Januar 2013     | 10. März 2013       | 9. September 2013                 | 21. Oktober 2013                  | 5,17 Mio.              |
| 20      | 6              | 30. Juni 2013       | 4. August 2013      | 12. Mai 2014                      | 16. Juni 2014                     | 5,31 Mio.              |
| 21      | 7              | 2. Februar 2014     | 16. März 2014       | 21. Juli 2014                     | 1. September 2014                 | 6,49 Mio.              |
| 22      | 10             | 27. Dezember 2014   | 28. Juni 2015       | 6. Juli 2015                      | 29. Juni 2015                     | 6,49 Mio.              |
| 23      | 6              | 29. Mai 2016        | 3. Juli 2016        | 6. September 2016                 | 14. Oktober 2016                  | 3,89 Mio.              |
| 24      | 7              | 5. März 2017        | 23. April 2017      | 5. September 2017                 | 20. Oktober 2017                  | 3,16 Mio.              |
| 25      | 6              | 25. Februar 2018    | 1. April 2018       | 4. September 2018                 | 12. Oktober 2018                  | 3,06 Mio.              |
| 26      | 7              | 17. Februar 2019    | 17. März 2019       | 14. November 2019                 | 12. Dezember 2019                 | —                      |
| 27      | 5              | 16. Juni 2019       | 14. Juli 2019       | 31. März 2020                     | 31. März 2020                     | —                      |
| 28      | 6              | 29. Dezember 2019   | 1. März 2020        | 1. November 2020                  | 1. November 2020                  | —                      |
| 29      | 5              | 4. Oktober 2020     | 1. November 2020    | 1. Juli 2020                      | 1. Juli 2020                      | —                      |
| 30      | 4              | 14. März 2021       | 4. April 2021       | 1. November 2021                  | 17. April 2022                    | —                      |
| 31      | 6              | 14. November 2021   | 24. Dezember 2021   | —                                 | —                                 | —                      |
| 32      | 5              | 5. Juni 2022        | 3. Juli 2022        | —                                 | —                                 | —                      |
| 33      | 5              | 30. Oktober 2022    | 18. Dezember 2022   | —                                 | —                                 | —                      |

## Staffel 1 (2002)
| Nr. (gesamt) | Nr. (Staffel) | Tests | Gast / Gäste                 | Titel | Erstausstrahlung UK | Deutschsprachige Erstausstrahlung (D) | Quoten (UK)     |
| ------------ | ------------- | --- | ---------------------------- | ----- | ------------------- | ------------------------------------- | --------------- |
| 1            | 1             | Citroën Berlingo Multispace • Pagani Zonda • Lamborghini Murciélago • Mazda6                                                                           | Harry Enfield                |       | 10\|2002            | —                                     | Unter 2,43 Mio. |
| 2            | 2             | Ford Focus RS • Noble M12 GTO | Jay Kay                      |       | 10\|2002            | —                                     | 3,54 Mio.       |
| 3            | 3             | Mini One • Toyota Yaris Verso • Citroën DS • Westfield XTR2 • Aston Martin DB7                                                                         | Ross Kemp                    |       | 11\|2002            | —                                     | 3,30 Mio.       |
| 4            | 4             | Aston Martin Vanquish • Ferrari 575M Maranello • Nissan Skyline R34 GT-R                                                                               | Steve Coogan • Richard Burns |       | 11\|2002            | —                                     | 2,90 Mio.       |
| 5            | 5             | Mercedes-Benz 220 • Audi A8 • Maybach 62 • Bentley Arnage                                                                                              | Jonathan Ross                |       | 11\|2002            | —                                     | 3,43 Mio.       |
| 6            | 6             | Renault Vel Satis • BMW Z4 • Mercedes-Benz SL 55 AMG • Honda NSX Type R                                                                                | Tara Palmer-Tomkinson        |       | 11\|2002            | —                                     | 3,10 Mio.       |
| 7            | 7             | Saab 9-3 • Lotus Elise 111S | Rick Parfitt                 |       | 12\|2002            | —                                     | 3,61 Mio.       |
| 8            | 8             | Audi RS6 • Mercedes-Benz E55 AMG • Maserati Coupé • Ford Fiesta • Citroën C3 • Honda Jazz • Nissan Micra • MG ZR • Lada Nova (modifiziert durch Lotus) | Michael Gambon               |       | 12\|2002            | —                                     | 3,43 Mio.       |
| 9            | 9             | Volvo XC90 • Subaru Forester • VW Golf R32 • Honda Civic Type R • Toyota Land Cruiser                                                                  | Gordon Ramsay                |       | 12\|2002            | —                                     | 3,67 Mio.       |
| 10           | 10            | Range Rover • Lotus Esprit • Nissan Primera • TVR T350C                                                                                                | —                            |       | 12\|2002            | —                                     | 3,59 Mio.       |

## Staffel 2 (2003)
| Nr. (gesamt) | Nr. (Staffel) | Tests | Gast / Gäste     | Titel | Erstausstrahlung UK | Deutschsprachige Erstausstrahlung (D) | Quoten (UK) |
| ------------ | ------------- | --- | ---------------- | ----- | ------------------- | ------------------------------------- | ----------- |
| 11           | 1             | Smart Roadster • VW Beetle Cabriolet • Bowler Wildcat • Bentley T2                                                            | Vinnie Jones     |       | 05\|2003            | —                                     | 3,15 Mio.   |
| 12           | 2             | Rolls-Royce Phantom • Rover P5 • BMW M3 • Audi S4                                                                             | Jamie Oliver     |       | 05\|2003            | —                                     | 3,28 Mio.   |
| 13           | 3             | Volkswagen Touareg • Lexus SC 430 • Hyundai Coupé • BMW Z8 • Perodua Kelisa                                                   | David Soul       |       | 05\|2003            | —                                     | 2,98 Mio.   |
| 14           | 4             | Jaguar R Coupe • Jaguar Mark 2 • Jaguar XKR-R • Aston Martin DB7 GT                                                           | Boris Johnson    |       | 06\|2003            | —                                     | 3,23 Mio.   |
| 15           | 5             | Porsche 911 Turbo • Ford Streetka • Triumph TR6 • Renault Clio V6                                                             | Anne Robinson    |       | 06\|2003            | —                                     | 3,33 Mio.   |
| 16           | 6             | Subaru Impreza WRX STi • Mitsubishi Lancer Evolution VIII • Vauxhall VX220 Turbo • Peugeot 206 GTI                            | Richard Whiteley |       | 06\|2003            | —                                     | 2,46 Mio.   |
| 17           | 7             | Koenigsegg CC8S • Renault Mégane • Hummer H1 • Hummer H2                                                                      | Neil Morrissey   |       | 06\|2003            | —                                     | 3,61 Mio.   |
| 18           | 8             | Nissan 350Z • Alfa Romeo 147 GTA • Citroën C3 Pluriel • Mercedes-Benz CLK500 Convertible • Audi A4 Cabriolet • Daihatsu Copen | Jodie Kidd       |       | 07\|2003            | —                                     | 3,76 Mio.   |
| 19           | 9             | Vandenbrink Carver • Volvo S60 R • GM HyWire                                                                                  | Patrick Stewart  |       | 07\|2003            | —                                     | 2,91 Mio.   |
| 20           | 10            | TVR 350C • Overfinch Range Rover • Cadillac Sixteen • Volkswagen Phaeton                                                      | Alan Davies      |       | 07\|2003            | —                                     | 2,85 Mio.   |

## Staffel 3 (2003)
| Nr. (gesamt) | Nr. (Staffel) | Tests | Gast / Gäste        | Titel | Erstausstrahlung UK | Deutschsprachige Erstausstrahlung (D) | Quoten (UK) |
| ------------ | ------------- | --- | ------------------- | ----- | ------------------- | ------------------------------------- | ----------- |
| 21           | 1             | Ford GT • BMW E60 • Porsche 911 GT3                                                                              | Martin Kemp         |       | 26. Oktober 2003    | —                                     | 3,32 Mio.   |
| 22           | 2             | BMW M3 CSL • BMW M1 • BMW M3 • BMW M5 • Porsche Boxster • BMW Z4 • Honda S2000                                   | Stephen Fry         |       | 2. November 2003    | —                                     | 3,41 Mio.   |
| 23           | 3             | Bentley Continental GT • Subaru Legacy Outback                                                                   | Rob Brydon          |       | 9. November 2003    | —                                     | 4,02 Mio.   |
| 24           | 4             | Lamborghini Miura • Lamborghini Countach • Mini Cooper S Works • Lamborghini Gallardo                            | Rich Hall • Jay Kay |       | 16. November 2003   | —                                     | 4,59 Mio.   |
| 25           | 5             | Mazda RX-8 • Fiat Panda                                                                                          | Simon Cowell        |       | 23. November 2003   | —                                     | 4,80 Mio.   |
| 26           | 6             | Citroën C2 • Aston Martin V8 Vantage (1977) • Holden Monaro                                                      | Sanjeev Bhaskar     |       | 7. Dezember 2003    | —                                     | 5,40 Mio.   |
| 27           | 7             | MG XPower SV • Porsche Cayenne Turbo • Mercedes-Benz SLR McLaren                                                 | Rory Bremner        |       | 14. Dezember 2003   | —                                     | 3,35 Mio.   |
| 28           | 8             | Mercedes-Benz 280SL • Nissan Micra • Aston Martin Lagonda • Audi TT                                              | Johnny Vegas        |       | 21. Dezember 2003   | —                                     | 3,15 Mio.   |
| 29           | 9             | Chrysler Crossfire • Smart Roadster-Coupé Brabus V6 Biturbo • Jaguar XJ6 • Honda Civic Type R • Honda NSX Type R | Carol Vorderman     |       | 28. Dezember 2003   | —                                     | 4,24 Mio.   |

## Staffel 4 (2004)
| Nr. (gesamt) | Nr. (Staffel) | Tests                                                                                 | Gast / Gäste                      | Titel | Erstausstrahlung UK | Deutschsprachige Erstausstrahlung (D) | Quoten (UK) |
| ------------ | ------------- | ------------------------------------------------------------------------------------- | --------------------------------- | ----- | ------------------- | ------------------------------------- | ----------- |
| 30           | 1             | Lotus Exige • Rover CityRover • Aston Martin DB9                                      | Fay Ripley                        |       | 9. Mai 2004         | —                                     | 3,28 Mio.   |
| 31           | 2             | Mercedes-Benz SLR McLaren • Alfa Romeo 166 • Cadillac Escalade • Ford FAB 1           | Paul McKenna                      |       | 16. Mai 2004        | —                                     | 3,31 Mio.   |
| 32           | 3             | Porsche 911 GT3 RS • Ferrari F360 Challenge Stradale • 1968 Dodge Charger 440 R/T     | Katie Price                       |       | 23. Mai 2004        | —                                     | 3,36 Mio.   |
| 33           | 4             | Porsche Carrera GT • Audi A8 TDi V8 • Ford SportKa                                    | Ronnie O’Sullivan                 |       | 30. Mai 2004        | —                                     | 3,24 Mio.   |
| 34           | 5             | MG ZT 260 • Vauxhall Astra • Mazda3 • Volkswagen Golf                                 | Johnny Vaughan • Denise van Outen |       | 6. Juni 2004        | —                                     | 3,39 Mio.   |
| 35           | 6             | Renault Clio RenaultSport • Jaguar XJS • Cadillac CTS • Nissan Cube                   | Terry Wogan                       |       | 13. Juni 2004       | —                                     | 3,19 Mio.   |
| 36           | 7             | Spyker C8 Spyder • Mercedes-Benz CL 65 AMG                                            | Lionel Richie                     |       | 11. Juli 2004       | —                                     | 3,47 Mio.   |
| 37           | 8             | Ford GT • Maserati Quattroporte                                                       | Martin Clunes                     |       | 18. Juli 2004       | —                                     | 4,01 Mio.   |
| 38           | 9             | Fiat Barchetta • Mercedes-Benz SL600 • Mazda MX-5 • Toyota MR2 • Jaguar X-Type Estate | Ranulph Fiennes                   |       | 25. Juli 2004       | —                                     | 4,01 Mio.   |
| 39           | 10            | Volvo V50 • BMW X3 • Chevrolet Corvette                                               | Patrick Kielty                    |       | 1. August 2004      | —                                     | 3,54 Mio.   |

## Staffel 5 (2004)
| Nr. (gesamt) | Nr. (Staffel) | Tests | Gast / Gäste                          | Titel | Erstausstrahlung UK | Deutschsprachige Erstausstrahlung (D) | Quoten (UK) |
| ------------ | ------------- | --- | ------------------------------------- | ----- | ------------------- | ------------------------------------- | ----------- |
| 40           | 1             | Porsche 911 Carrera S | Bill Bailey                           |       | 24. Oktober 2004    | 25. April 2014                        | 3,35 Mio.   |
| 41           | 2             | Ford Focus • Vauxhall Astra • Volkswagen Golf • Jaguar XJ220 • Pagani Zonda • Ferrari Enzo Ferrari • Ferrari F40 • McLaren F1 • Porsche Carrera GT | Geri Halliwell                        |       | 31. Oktober 2004    | 2. Mai 2015                           | 3,81 Mio.   |
| 42           | 3             | Rinspeed Splash • Dodge Viper SRT-10 | Joanna Lumley                         |       | 7. November 2004    | 6. September 2014                     | 4,41 Mio.   |
| 43           | 4             | Pagani Zonda S Roadster • Aston Martin Vanquish S • Ferrari 575M Maranello                                                                         | Jimmy Carr • Steve Coogan             |       | 14. November 2004   | 13. September 2014                    | 4,44 Mio.   |
| 44           | 5             | Morgan Aero 8 GTN • Mercedes-Benz 300SL | Christian Slater                      |       | 21. November 2004   | 20. September 2014                    | 4,69 Mio.   |
| 45           | 6             | Volkswagen Golf V GTI | Cliff Richard • Billy Baxter          |       | 5. Dezember 2004    | —                                     | 4,87 Mio.   |
| 46           | 7             | Toyota Prius • Ford Mustang • Mitsubishi Lancer Evolution VIII MR FQ400                                                                            | Roger Daltrey                         |       | 12. Dezember 2004   | 27. September 2014                    | 3,39 Mio.   |
| 47           | 8             | Ferrari 612 Scaglietti | Eddie Izzard                          |       | 19. Dezember 2004   | 4. Oktober 2014                       | 5,06 Mio.   |
| 48           | 9             | Ariel Atom • BMW 1er • Mercedes-Benz G55 AMG | Trinny Woodall • Susannah Constantine |       | 26. Dezember 2004   | 18. Oktober 2014                      | 3,30 Mio.   |

## Staffel 6 (2005)
| Nr. (gesamt) | Nr. (Staffel) | Tests                                                                           | Gast / Gäste                | Titel | Erstausstrahlung UK | Deutschsprachige Erstausstrahlung (D) | Quoten (UK) |
| ------------ | ------------- | ------------------------------------------------------------------------------- | --------------------------- | ----- | ------------------- | ------------------------------------- | ----------- |
| 49           | 1             | Mercedes-Benz CLS55 AMG • Honda Element • Toyota Aygo • Range Rover Sport       | James Nesbitt               |       | 22. Mai 2005        | 25. Oktober 2014                      | 4,51 Mio.   |
| 50           | 2             | Maserati MC12                                                                   | Jack Dee                    |       | 29. Mai 2005        | 1. November 2014                      | 3,67 Mio.   |
| 51           | 3             | Aston Martin DB9 Volante • Maserati Bora • Wiesmann MF 3 • TVR Tuscan           | Christopher Eccleston       |       | 12. Juni 2005       | 8. November 2014                      | 3,96 Mio.   |
| 52           | 4             | Cadillac CTS-V • Renault Modus • Honda Jazz • Peugeot 1007 • BMW 320d           | Omid Djalili                |       | 19. Juni 2005       | 15. November 2014                     | 3,45 Mio.   |
| 53           | 5             | Aston Martin DB5 • Jaguar E-Type • Nissan Murano • Maserati GranSport           | Damon Hill                  |       | 26. Juni 2005       | 22. November 2014                     | 3,66 Mio.   |
| 54           | 6             | Aston Martin DBR9 • Mercedes-Benz SLR McLaren                                   | David Dimbleby              |       | 3. Juli 2005        | 29. November 2014                     | 4,55 Mio.   |
| 55           | 7             | TVR Sagaris • Fiat Panda                                                        | Justin Hawkins              |       | 10. Juli 2005       | 6. Dezember 2014                      | 3,75 Mio.   |
| 56           | 8             | Ferrari F430 • Audi TT • Nissan 350Z • Chrysler Crossfire                       | Tim Rice                    |       | 17. Juli 2005       | 13. Dezember 2014                     | 4,10 Mio.   |
| 57           | 9             | BMW M5 • Vauxhall Astra VXR • Renault Mégane Sport • Volkswagen Golf GTI        | Chris Evans                 |       | 24. Juli 2005       | 20. Dezember 2014                     | 5,18 Mio.   |
| 58           | 10            | BMW 535d • Bentley Continental Flying Spur                                      | Davina McCall • Mark Webber |       | 31. Juli 2005       | 27. Dezember 2014                     | 4,92 Mio.   |
| 59           | 11            | Ford F150 SVT Lightning • Vauxhall Monaro VXR • Lamborghini Murciélago Roadster | Timothy Spall               |       | 7. August 2005      | 3. Januar 2015                        | 4,58 Mio.   |

## Staffel 7 (2005–2006)
| Nr. (gesamt) | Nr. (Staffel) | Tests                                                                         | Gast / Gäste                | Titel                                             | Erstausstrahlung UK | Deutschsprachige Erstausstrahlung (D) | Quoten (UK) |
| ------------ | ------------- | ----------------------------------------------------------------------------- | --------------------------- | ------------------------------------------------- | ------------------- | ------------------------------------- | ----------- |
| 60           | 1             | Ascari KZ1                                                                    | Trevor Eve                  |                                                   | 13. November 2005   | 10. Januar 2015                       | 3,74 Mio.   |
| 61           | 2             | Porsche Cayman S • Audi RS4                                                   | Ian Wright                  |                                                   | 20. November 2005   | 17. Januar 2015                       | 4,48 Mio.   |
| 62           | 3             | Ford Focus ST                                                                 | Stephen Ladyman             |                                                   | 27. November 2005   | 24. Januar 2015                       | 4,61 Mio.   |
| 63           | 4             | Pagani Zonda F • Renault Clio                                                 | Ellen MacArthur             |                                                   | 4. Dezember 2005    | 31. Januar 2015                       | 4,88 Mio.   |
| 64           | 5             | Marcos TSO • Bugatti Veyron • Porsche 911 Carrera 4 vs. Porsche 911 Carrera 2 | Nigel Mansell               |                                                   | 11. Dezember 2005   | 24. Juli 2010                         | 4,76 Mio.   |
| 65           | 6             | Volkswagen Golf R32 • BMW 130i • Mazda MX-5 • Honda NSX                       | David Walliams • Jimmy Carr |                                                   | 27. Dezember 2005   | 14. Februar 2015                      | 4,52 Mio.   |
| 66           | 7             | —                                                                             | —                           | Die großen Winterspiele (Winter Olympics Special) | 12. Februar 2006    | 29. Januar 2012                       | 5,22 Mio.   |

## Staffel 8 (2006)
| Nr. (gesamt) | Nr. (Staffel) | Tests | Gast / Gäste                                                                                         | Titel | Erstausstrahlung UK | Deutschsprachige Erstausstrahlung (D) | Quoten (UK) |
| ------------ | ------------- | --- | --- | ----- | ------------------- | ------------------------------------- | ----------- |
| 67           | 1             | Koenigsegg CCX • Honda Civic • Nissan Micra C+C                                                                                 | James Hewitt • Alan Davies • Trevor Eve • Jimmy Carr • Justin Hawkins • Rick Wakeman • Les Ferdinand |       | 7. Mai 2006         | 21. Februar 2015                      | 4,75 Mio.   |
| 68           | 2             | Chevrolet Corvette Z06 • Jaguar XK vs. Mercedes-Benz SL 350 vs. BMW 650i                                                        | Gordon Ramsay                                                                                        |       | 14. Mai 2006        | 28. Februar 2015                      | 4,47 Mio.   |
| 69           | 3             | Lotus Exige S | Philip Glenister                                                                                     |       | 21. Mai 2006        | 7. März 2015                          | 4,75 Mio.   |
| 70           | 4             | BMW Z4 M vs. Porsche Boxster S • Koenigsegg CCX (Top Gear Wing) • Mercedes-Benz S500 • Porsche Cayenne Turbo S                  | Ewan McGregor                                                                                        |       | 28. Mai 2006        | 14. März 2015                         | 3,83 Mio.   |
| 71           | 5             | Prodrive P2 • Citroën C6 | Michael Gambon                                                                                       |       | 4. Juni 2006        | 21. März 2015                         | 5,01 Mio.   |
| 72           | 6             | Ford Mondeo ST220 vs. Mazda 6 MPS vs. Vauxhall Vectra VXR                                                                       | Brian Cox                                                                                            |       | 16. Juli 2006       | 28. März 2015                         | 3,66 Mio.   |
| 73           | 7             | Lamborghini Gallardo Spyder • Peugeot 207 1.6L Diesel • Ford S-Max 2.5L 200 PS • Mercedes-Benz B200 Turbo • Vauxhall Zafira VXR | Steve Coogan                                                                                         |       | 23. Juli 2006       | 4. April 2015                         | 3,89 Mio.   |
| 74           | 8             | Noble M15 • Ford Transit vs. Renault Master vs. Volkswagen T30 TDI 174 Sportline                                                | Jenson Button • Ray Winstone                                                                         |       | 30. Juli 2006       | 11. April 2015                        | 5,27 Mio.   |

## Staffel 9 (2007)
| Nr. (gesamt) | Nr. (Staffel) | Tests                                                                              | Gast / Gäste                                  | Titel         | Erstausstrahlung UK | Deutschsprachige Erstausstrahlung (D) | Quoten (UK) |
| ------------ | ------------- | ---------------------------------------------------------------------------------- | --------------------------------------------- | ------------- | ------------------- | ------------------------------------- | ----------- |
| 75           | 1             | Jaguar XKR vs. Aston Martin V8 Vantage                                             | Jamie Oliver                                  |               | 28. Januar 2007     | 23. März 2017                         | 8,13 Mio.   |
| 76           | 2             | Audi TT vs. Mazda RX-8 vs. Alfa Romeo Brera                                        | Hugh Grant                                    |               | 4. Februar 2007     | 19. September 2011                    | 7,20 Mio.   |
| 77           | 3             | —                                                                                  | —                                             | US Special    | 11. Februar 2007    | 26. September 2011                    | 6,18 Mio.   |
| 78           | 4             | Brabus S Biturbo roadster (basiert auf Mercedes-Benz SL65 AMG) • Porsche 911 Turbo | Simon Pegg                                    |               | 18. Februar 2007    | 3. Oktober 2011                       | 7,51 Mio.   |
| 79           | 5             | Lamborghini Murciélago LP640                                                       | Kristin Scott Thomas                          |               | 25. Februar 2007    | 10. Oktober 2011                      | 7,58 Mio.   |
| 80           | 6             | Shelby Mustang GT500                                                               | Billie Piper • Chris Moyles • Jamelia • Lemar |               | 4. März 2007        | 17. Oktober 2011                      | 8,12 Mio.   |
| 81           | 7             | —                                                                                  | —                                             | Polar Special | 25. Juli 2007       | 18. September 2010                    | ?           |

## Staffel 10 (2007–2008)
| Nr. (gesamt) | Nr. (Staffel) | Tests                                                                                 | Gast / Gäste                                                 | Titel            | Erstausstrahlung UK | Deutschsprachige Erstausstrahlung (D) | Quoten (UK) |
| ------------ | ------------- | ------------------------------------------------------------------------------------- | ------------------------------------------------------------ | ---------------- | ------------------- | ------------------------------------- | ----------- |
| 82           | 1             | Volkswagen Golf GTI W12                                                               | Dame Helen Mirren                                            |                  | 7. Oktober 2007     | 4. Juli 2011                          | 6,27 Mio.   |
| 83           | 2             | Audi R8 vs. Porsche 911 Carrera S                                                     | Jools Holland                                                |                  | 14. Oktober 2007    | 11. Juli 2011                         | 5,53 Mio.   |
| 84           | 3             | Ferrari 599 GTB Fiorano • Ferrari 275 GTS • Rolls-Royce Phantom Drophead Coupé        | Ronnie Wood • Fiona Bruce • Dermot Murnaghan • John Humphrys |                  | 28. Oktober 2007    | 18. Juli 2011                         | 6,73 Mio.   |
| 85           | 4             | —                                                                                     | —                                                            | Botswana Special | 4. November 2007    | 21. August 2010                       | 6,68 Mio.   |
| 86           | 5             | Caparo T1 • Aston Martin V8 Vantage Roadster • Mercedes-Benz GL 500                   | Simon Cowell                                                 |                  | 11. November 2007   | 1. August 2011                        | 7,74 Mio.   |
| 87           | 6             | Honda Civic Type R • Mercedes-Benz E63 AMG Estate vs. BMW M5 Touring • Alfa Romeo 159 | Lawrence Dallaglio                                           |                  | 18. November 2007   | 8. August 2011                        | 7,24 Mio.   |
| 88           | 7             | Aston Martin DBS                                                                      | Jennifer Saunders                                            |                  | 25. November 2007   | 15. August 2011                       | 6,68 Mio.   |
| 89           | 8             | Vauxhall VXR8                                                                         | James Blunt • Lewis Hamilton                                 |                  | 2. Dezember 2007    | 22. August 2011                       | 8,35 Mio.   |
| 90           | 9             | Daihatsu Materia vs. Ascari A10 • Fiat 500                                            | Keith Allen                                                  |                  | 9. Dezember 2007    | 29. August 2011                       | 7,38 Mio.   |
| 91           | 10            | Jaguar XF                                                                             | David Tennant                                                |                  | 23. Dezember 2007   | 11. September 2011                    | 7,15 Mio.   |

## Staffel 11 (2008)
| Nr. (gesamt) | Nr. (Staffel) | Tests | Gast / Gäste                     | Titel | Erstausstrahlung UK | Deutschsprachige Erstausstrahlung (D) | Quoten (UK) |
| ------------ | ------------- | --- | -------------------------------- | ----- | ------------------- | ------------------------------------- | ----------- |
| 92           | 1             | Ferrari 430 Scuderia                                                                                     | Alan Carr • Justin Lee Collins   |       | 22. Juni 2008       | 29. Juni 2010                         | 6,72 Mio.   |
| 93           | 2             | Mitsubishi Lancer Evolution X • Subaru Impreza WRX STI • Audi RS6 • Mercedes-Benz CLK63 AMG Black Series | Rupert Penry-Jones • Peter Firth |       | 29. Juni 2008       | 16. April 2012                        | 5,21 Mio.   |
| 94           | 3             | Bentley Brooklands                                                                                       | James Corden • Rob Brydon        |       | 6. Juli 2008        | 19. Juli 2010                         | 5,78 Mio.   |
| 95           | 4             | Alfa Romeo 8C Competizione • Nissan GT-R                                                                 | Fiona Bruce • Kate Silverton     |       | 13. Juli 2008       | 20. Juli 2010                         | 5,70 Mio.   |
| 96           | 5             | Nissan GT-R                                                                                              | Peter Jones • Theo Paphitis      |       | 20. Juli 2008       | 27. Juli 2010                         | 6,65 Mio.   |
| 97           | 6             | Gumpert Apollo • Mitsuoka Orochi • Mitsuoka Galue III                                                    | Jay Kay                          |       | 27. Juli 2008       | 9. August 2010                        | 5,59 Mio.   |

## Staffel 12 (2008)
| Nr. (gesamt) | Nr. (Staffel) | Tests                                          | Gast / Gäste                  | Titel           | Erstausstrahlung UK | Deutschsprachige Erstausstrahlung (D) | Quoten (UK) |
| ------------ | ------------- | ---------------------------------------------- | ----------------------------- | --------------- | ------------------- | ------------------------------------- | ----------- |
| 98           | 1             | Porsche 911 GT2 • Lamborghini Gallardo LP560-4 | Michael Parkinson             |                 | 2. November 2008    | 4. Mai 2010                           | 7,74 Mio.   |
| 99           | 2             | Fiat 500 Abarth Esseesse                       | Will Young                    |                 | 9. November 2008    | 11. Mai 2010                          | 7,57 Mio.   |
| 100          | 3             | Toyota i-REAL • Renault Avantime               | Mark Wahlberg • Mika Häkkinen |                 | 16. November 2008   | 18. Mai 2010                          | 6,98 Mio.   |
| 101          | 4             | Pagani Zonda Roadster F • Bugatti Veyron       | Harry Enfield                 |                 | 23. November 2008   | 25. Mai 2010                          | 7,15 Mio.   |
| 102          | 5             | Lexus IS F • BMW M3                            | Kevin McCloud • Tom Chilton   |                 | 30. November 2008   | 1. Juni 2010                          | 7,51 Mio.   |
| 103          | 6             | Veritas RS III • Caterham 7 Superlight R500    | Boris Johnson                 |                 | 7. Dezember 2008    | 8. Juni 2010                          | 7,33 Mio.   |
| 104          | 7             | Tesla Roadster • Honda FCX Clarity             | Tom Jones • Jay Leno          |                 | 14. Dezember 2008   | 15. Juni 2010                         | 7,54 Mio.   |
| 105          |               | —                                              | —                             | Vietnam Special | 28. Dezember 2008   | 22. Juni 2010                         | 6,70 Mio.   |

## Staffel 13 (2009)
| Nr. (gesamt) | Nr. (Staffel) | Tests                                                                   | Gast / Gäste                                    | Titel             | Erstausstrahlung UK | Deutschsprachige Erstausstrahlung (D) | Quoten (UK) |
| ------------ | ------------- | ----------------------------------------------------------------------- | ----------------------------------------------- | ----------------- | ------------------- | ------------------------------------- | ----------- |
| 106          | 1             | Lotus Evora • Ferrari FXX                                               | Michael Schumacher (als The Stig)               | Race to the North | 21. Juni 2009       | 28. August 2010                       | 7,86 Mio.   |
| 107          | 2             | Lamborghini Murciélago LP 670-4 SV                                      | Stephen Fry                                     |                   | 28. Juni 2009       | 10. September 2012                    | 7,00 Mio.   |
| 108          | 3             | Mercedes-Benz SL 65 AMG Black Series                                    | Michael McIntyre • Ken Block • Ricky Carmichael |                   | 5. Juli 2009        | 4. September 2010                     | 6,38 Mio.   |
| 109          | 4             | Ford Focus RS vs. Renault Mégane R26.R                                  | Usain Bolt                                      |                   | 12. Juli 2009       | 24. September 2012                    | 6,80 Mio.   |
| 110          | 5             | Jaguar XFR vs. BMW M5                                                   | Sienna Miller • Olivier Panis                   |                   | 19. Juli 2009       | 1. Oktober 2012                       | 7,38 Mio.   |
| 111          | 6             | BMW Z4 sDrive35i • Nissan 370Z                                          | Brian Johnson • Madison Welch • Brian Wheeler   |                   | 26. Juli 2009       | 8. Oktober 2012                       | 7,69 Mio.   |
| 112          | 7             | Vauxhall VXR8 Bathurst • HSV Maloo • Aston Martin V12 Vantage • Audi S4 | Jay Leno                                        |                   | 2. August 2009      | 15. Oktober 2012                      | 7,11 Mio.   |

## Staffel 14 (2009–2010)
| Nr. (gesamt) | Nr. (Staffel) | Tests                                                                 | Gast / Gäste            | Titel                              | Erstausstrahlung UK | Deutschsprachige Erstausstrahlung (D) | Quoten (UK) |
| ------------ | ------------- | --------------------------------------------------------------------- | ----------------------- | ---------------------------------- | ------------------- | ------------------------------------- | ----------- |
| 113          | 1             | BMW 760Li • Mercedes-Benz S63 AMG                                     | Eric Bana               |                                    | 15. November 2009   | 17. Juli 2010                         | 6,70 Mio.   |
| 114          | 2             | Chevrolet Corvette C6 ZR1 vs. Audi R8 V10                             | Michael Sheen           |                                    | 22. November 2009   | 29. Oktober 2012                      | 6,48 Mio.   |
| 115          | 3             | Lamborghini Gallardo LP550-2 Valentino Balboni • Hawk HF3000          | Chris Evans             |                                    | 29. November 2009   | 7. August 2010                        | 6,51 Mio.   |
| 116          | 4             | BMW X5 M • Audi Q7 V12 TDI • Range Rover (2010MY) • Renault Twingo RS | Guy Ritchie • Ross Kemp |                                    | 6. Dezember 2009    | 12. November 2012                     | 6,29 Mio.   |
| 117          | 5             | Noble M600                                                            | Jenson Button           |                                    | 29. Dezember 2009   | 19. November 2012                     | 6,90 Mio.   |
| 118          | 6             | —                                                                     | —                       | Bolivien Special (Bolivia Special) | 27. Dezember 2009   | 14. August 2010                       | 7,45 Mio.   |
| 119          | 7             | Lexus LFA • BMW X6 • Vauxhall Insignia VXR                            | Seasick Steve           |                                    | 3. Januar 2010      | 3. Dezember 2012                      | 6,52 Mio.   |

## Staffel 15 (2010)
| Nr. (gesamt) | Nr. (Staffel) | Tests                                              | Gast / Gäste | Titel | Erstausstrahlung UK | Deutschsprachige Erstausstrahlung (D) | Quoten (UK) |
| ------------ | ------------- | -------------------------------------------------- | --- | ----- | ------------------- | ------------------------------------- | ----------- |
| 120          | 1             | Bentley Continental Supersports                    | Nick Robinson • Al Murray • Peter Jones • Peta Todd • Johnny Vaughan • Bill Bailey • Louie Spence • Amy Williams |       | 27. Juni 2010       | 16. Mai 2011                          | 5,60 Mio.   |
| 121          | 2             | Porsche 911 Sport Classic • Porsche Boxster Spyder | Alastair Campbell                                                                                                |       | 4. Juli 2010        | 23. Mai 2011                          | 6,60 Mio.   |
| 122          | 3             | Chevrolet Camaro SS vs. Mercedes-Benz E63 AMG      | Rupert Grint • Rubens Barrichello                                                                                |       | 11. Juli 2010       | 30. Mai 2011                          | 4,58 Mio.   |
| 123          | 4             | Audi R8 V10 Spyder vs. Porsche 911 Turbo Cabriolet | Andy García |       | 18. Juli 2010       | 6. Juni 2011                          | 7,05 Mio.   |
| 124          | 5             | Volkswagen Touareg • Bugatti Veyron Super Sport    | Tom Cruise • Cameron Diaz                                                                                        |       | 25. Juli 2010       | 13. Juni 2011                         | 7,48 Mio.   |
| 125          | 6             | Ferrari 458 Italia                                 | Jeff Goldblum |       | 1. August 2010      | 20. Juni 2011                         | 6,19 Mio.   |

## Staffel 16 (2010–2011)
| Nr. (gesamt) | Nr. (Staffel) | Tests                                                                              | Gast / Gäste                               | Titel                                                 | Erstausstrahlung UK | Deutschsprachige Erstausstrahlung (D) | Quoten (UK) |
| ------------ | ------------- | ---------------------------------------------------------------------------------- | ------------------------------------------ | ----------------------------------------------------- | ------------------- | ------------------------------------- | ----------- |
| 126          |               |                                                                                    | Danny Boyle                                | The second US Special (U.S. East Coast Road Trip)     | 21. Dezember 2010   | 27. Juni 2011                         | 7,13 Mio.   |
| 127          |               | —                                                                                  | —                                          | Im Cabrio durch den Nahen Osten (Middle East Special) | 26. Dezember 2010   | 17. Dezember 2012                     | 7,68 Mio.   |
| 128          | 1             | Ariel Atom V8 • Škoda Yeti                                                         | John Bishop • Sienna Miller • Tiff Needell |                                                       | 23. Januar 2011     | 17. September 2012                    | 7,38 Mio.   |
| 129          | 2             | Ferrari 599 GTO                                                                    | Boris Becker • Jodie Kidd • Darren Lyons   |                                                       | 30. Januar 2011     | 24. September 2012                    | 7,31 Mio.   |
| 130          | 3             | Hatchbacks: (Ford Focus RS500 • Subaru Impreza Cosworth STI CS400 • Volvo C30 PCP) | Jonathan Ross                              |                                                       | 6. Februar 2011     | 1. Oktober 2012                       | 7,33 Mio.   |
| 131          | 4             | Pagani Zonda R • Pagani Zonda Tricolore                                            | Simon Pegg • Nick Frost                    |                                                       | 13. Februar 2011    | 8. Oktober 2012                       | 7,28 Mio.   |
| 132          | 5             | Audi RS5 • BMW M3 Competition Paket                                                | Amber Heard                                |                                                       | 20. Februar 2011    | 15. Oktober 2012                      | 6,87 Mio.   |
| 133          | 6             | Porsche 959 • Ferrari F40 • Jaguar XJ 5.0 V8 Supersport                            | John Prescott                              |                                                       | 27. Februar 2011    | 10. September 2012                    | 6,53 Mio.   |

## Staffel 17 (2011)
| Nr. (gesamt) | Nr. (Staffel) | Tests                                                       | Gast / Gäste                             | Titel | Erstausstrahlung UK | Deutschsprachige Erstausstrahlung (D) | Quoten (UK) |
| ------------ | ------------- | ----------------------------------------------------------- | ---------------------------------------- | ----- | ------------------- | ------------------------------------- | ----------- |
| 134          | 1             | Marauder • BMW 1er M Coupe • Mini John Cooper Works WRC     | Alice Cooper • Amy Williams • Kris Meeke |       | 26. Juni 2011       | 18. März 2013                         | 6,22 Mio.   |
| 135          | 2             | Aston Martin Virage                                         | Ross Noble                               |       | 3. Juli 2011        | 25. März 2013                         | 5,72 Mio.   |
| 136          | 3             | McLaren MP4-12C vs. Ferrari 458 Italia • Range Rover Evoque | Sebastian Vettel                         |       | 10. Juli 2011       | 1. April 2013                         | 6,55 Mio.   |
| 137          | 4             | Jaguar XKR-S • Nissan GT-R                                  | Rowan Atkinson                           |       | 17. Juli 2011       | 8. April 2013                         | 7,14 Mio.   |
| 138          | 5             | Lotus T125 • Jensen Interceptor                             | Bob Geldof                               |       | 24. Juli 2011       | 15. April 2013                        | 6,13 Mio.   |
| 139          | 6             | Lamborghini Aventador                                       | Louis Walsh                              |       | 31. Juli 2011       | 22. April 2013                        | 6,76 Mio.   |

## Staffel 18 (2011–2012)
| Nr. (gesamt) | Nr. (Staffel) | Tests                                                                       | Gast / Gäste                                      | Titel                          | Erstausstrahlung UK | Deutschsprachige Erstausstrahlung (D) | Quoten (UK) |
| ------------ | ------------- | --------------------------------------------------------------------------- | ------------------------------------------------- | ------------------------------ | ------------------- | ------------------------------------- | ----------- |
| 140          |               | —                                                                           | —                                                 | Indien Special (India Special) | 28. Dezember 2011   | 23. Dezember 2013                     | 6,61 Mio.   |
| 141          | 1             | Lamborghini Aventador, the McLaren MP4-12C and the Noble M600               | will.i.am                                         |                                | 29. Januar 2012     | 29. April 2013                        | 6,21 Mio.   |
| 142          | 2             | Mercedes-Benz SLS AMG Roadster                                              | Matt LeBlanc                                      |                                | 5. Februar 2012     | 6. Mai 2013                           | 6,25 Mio.   |
| 143          | 3             | Vauxhall Corsa VXR Nurburgring • Fiat Panda                                 | Ryan Reynolds • Ray Winstone • Plan B • Nick Love |                                | 12. Februar 2012    | 13. Mai 2013                          | 6,16 Mio.   |
| 144          | 4             | Ferrari FF • Bentley Continental V8 • Fisker Karma                          | Michael Fassbender • Brian Johnson                |                                | 19. Februar 2012    | 20. Mai 2013                          | 5,28 Mio.   |
| 145          | 5             | Maserati GranTurismo MC Stradale • Mercedes-Benz C63 AMG Coupe Black Series | Matt Smith • Yves Rossy • Toni Gardemeister       |                                | 26. Februar 2012    | 27. Mai 2013                          | 6,12 Mio.   |
| 146          | 6             | „Aero-engined“ Bentley Spitfire vs. BMW Brutus                              | Alex James                                        |                                | 4. März 2012        | 3. Juni 2013                          | 5,81 Mio.   |
| 147          | 7             | BMW M5                                                                      | Slash • Kimi Räikkönen • Chris Evans              |                                | 11. März 2012       | 10. Juni 2013                         | 6,15 Mio.   |

## Staffel 19 (2013)
| Nr. (gesamt) | Nr. (Staffel) | Tests | Gast / Gäste                                                | Titel                  | Erstausstrahlung UK | Deutschsprachige Erstausstrahlung (D) | Quoten (UK) |
| ------------ | ------------- | --- | ----------------------------------------------------------- | ---------------------- | ------------------- | ------------------------------------- | ----------- |
| 148          | 1             | Pagani Huayra • Bentley Continental GT Speed                                                             | Damian Lewis • Kris Meeke • Besetzung von Dragons’ Den      |                        | 27. Januar 2013     | 9. September 2013                     | 6,65 Mio.   |
| 149          | 2             | Lexus LFA, SRT Viper, Aston Martin’s Vanquish                                                            | Mick Fleetwood                                              |                        | 3. Februar 2013     | 16. September 2013                    | 6,42 Mio.   |
| 150          | 3             | Toyota GT86 • Subaru BRZ • Shelby Mustang GT500                                                          | Amy Macdonald                                               |                        | 10. Februar 2013    | 23. September 2013                    | 6,36 Mio.   |
| 151          | 4             | Mastretta MXT99 • Hatchbacks: (Ford Focus ST • Renault Mégane RenaultSport Cup 265 • Vauxhall Astra VXR) | Lewis Hamilton • Matt LeBlanc • Eric Clapton • Bruce Willis |                        | 17. Februar 2013    | 30. September 2013                    | 5,39 Mio.   |
| 152          | 5             | Range Rover                                                                                              | James McAvoy                                                |                        | 24. Februar 2013    | 7. Oktober 2013                       | 6,45 Mio.   |
| 153          | 6             | — | —                                                           | Africa Special: Part 1 | 3. März 2013        | 14. Oktober 2013                      | 7,33 Mio.   |
| 154          | 7             | — | —                                                           | Africa Special: Part 2 | 10. März 2013       | 21. Oktober 2013                      | 7,48 Mio.   |

## Staffel 20 (2013)
| Nr. (gesamt) | Nr. (Staffel) | Tests                                                                                       | Gast / Gäste | Titel | Erstausstrahlung UK | Deutschsprachige Erstausstrahlung (D) | Quoten (UK) |
| ------------ | ------------- | ------------------------------------------------------------------------------------------- | --- | ----- | ------------------- | ------------------------------------- | ----------- |
| 155          | 1             | Renault Clio RenaultSport 200 • Peugeot 208 GTi • Ford Fiesta ST • Vauxhall Astra Tech Line | Charles Dance • Warwick Davis • Rachel Riley • Joss Stone • David Haye • Jimmy Carr • Mike Rutherford • Brian Johnson |       | 30. Juni 2013       | 12. Mai 2014                          | 5,55 Mio.   |
| 156          | 2             | Ferrari F12berlinetta • BAC Mono                                                            | Ron Howard |       | 7. Juli 2013        | 19. Mai 2014                          | 5,31 Mio.   |
| 157          | 3             | McLaren MP4-12C, Ferrari 458, Audi R8 V10                                                   | Benedict Cumberbatch                                                                                                  |       | 14. Juli 2013       | 26. Mai 2014                          | 4,83 Mio.   |
| 158          | 4             | Mercedes SLS AMG Black Series • Mercedes SLS AMG Electric Drive                             | Hugh Jackman |       | 21. Juli 2013       | 2. Juni 2014                          | 5,36 Mio.   |
| 159          | 5             | Porsche 911 Carrera S• Lamborghini Aventador Roadster • Lamborghini Sesto Elemento          | Steven Tyler |       | 28. Juli 2013       | 9. Juni 2014                          | 5,29 Mio.   |
| 160          | 6             | Jaguar F-Type • New Bus for London • Range Rover Sport                                      | Mark Webber |       | 4. August 2013      | 16. Juni 2014                         | 5,49 Mio.   |

## Staffel 21 (2014)
| Nr. (gesamt) | Nr. (Staffel) | Tests                                                                                        | Gast / Gäste    | Titel                                          | Erstausstrahlung UK | Deutschsprachige Erstausstrahlung (D) | Quoten (UK) |
| ------------ | ------------- | -------------------------------------------------------------------------------------------- | --------------- | ---------------------------------------------- | ------------------- | ------------------------------------- | ----------- |
| 161          | 1             | Golf GTI, Vauxhall Nova SRi, Ford Fiesta XR2i                                                | Hugh Bonneville |                                                | 2. Februar 2014     | 21. Juli 2014                         | 6,12 Mio.   |
| 162          | 2             | Alfa Romeo 4C • Gibbs Quadski • McLaren P1                                                   | Tom Hiddleston  |                                                | 9. Februar 2014     | 28. Juli 2014                         | 6,97 Mio.   |
| 163          | 3             | Zenvo ST1                                                                                    | James Blunt     |                                                | 16. Februar 2014    | 4. August 2014                        | 6,87        |
| 164          | 4             | Mercedes-Benz G 63 AMG 6x6 • Caterham 160 • Caterham 620R • Alfa Romeo Touring Disco Volante | Jack Whitehall  |                                                | 23. Februar 2014    | 11. August 2014                       | 6,53 Mio.   |
| 165          | 5             | Porsche 918 • BMW M135i • VW Golf GTi Mk7                                                    | Aaron Paul      |                                                | 2. März 2014        | 18. August 2014                       | 5,64 Mio.   |
| 166          | 6             | —                                                                                            | —               | Burma Special – Teil 1 (Burma Special: Part 1) | 9. März 2014        | 25. August 2014                       | 6,29 Mio.   |
| 167          | 7             | —                                                                                            | —               | Burma Special – Teil 2 (Burma Special: Part 2) | 16. März 2014       | 1. September 2014                     | 7,01 Mio.   |

## Staffel 22 (2014–2015)
| Nr. (gesamt) | Nr. (Staffel) | Tests                                                                | Gast / Gäste               | Titel                                 | Erstausstrahlung UK | Deutschsprachige Erstausstrahlung (D) | Quoten (UK) |
| ------------ | ------------- | -------------------------------------------------------------------- | -------------------------- | ------------------------------------- | ------------------- | ------------------------------------- | ----------- |
| 168          |               | —                                                                    | —                          | Patagonia Special, Part 1             | 27. Dezember 2014   | 6. Juli 2015                          | 7,21 Mio.   |
| 169          |               | —                                                                    | —                          | Patagonia Special, Part 2             | 28. Dezember 2014   | 13. Juli 2015                         | 7,38 Mio.   |
| 170          | 1             | Lamborghini Huracán • Renault Twizy                                  | Ed Sheeran                 |                                       | 25. Januar 2015     | 20. Juli 2015                         | 6,41 Mio.   |
| 171          | 2             | —                                                                    | Kiefer Sutherland          |                                       | 1. Februar 2015     | 27. Juli 2015                         | 6,56 Mio.   |
| 172          | 3             | —                                                                    | Daniel Ricciardo           |                                       | 8. Februar 2015     | 3. August 2015                        | 6,14 Mio.   |
| 173          | 4             | BMW M3 • BMW i8 • Mercedes-AMG GT S                                  | Margot Robbie • Will Smith |                                       | 15. Februar 2015    | 10. August 2015                       | 6,24 Mio.   |
| 174          | 5             | Porsche Cayman GTS • Chevrolet Corvette Stingray • Ferrari LaFerrari | Olly Murs                  |                                       | 22. Februar 2015    | 17. August 2015                       | 6,04 Mio.   |
| 175          | 6             | Lexus RCF • Lexus LFA                                                | Gillian Anderson           |                                       | 1. März 2015        | 24. August 2015                       | 6,15 Mio.   |
| 176          | 7             | Jaguar F-Type R • Eagle Low Drag GT • Mazda MX-5                     | Nicholas Hoult             |                                       | 8. März 2015        | 31. August 2015                       | 5,84 Mio.   |
| 177          | 8             | —                                                                    | —                          | The one where the presenters sign off | 28. Juni 2015       | 29. Juni 2015                         | 6,92 Mio.   |
| 178          |               | —                                                                    | —                          | From A-Z Part 1                       | 26. December 2015   |                                       | 1,91 Mio.   |
| 179          |               | —                                                                    | —                          | From A-Z Part 2                       | 30. December 2015   |                                       | 1,67 Mio.   |

## Staffel 23 (2016)
| Nr. (gesamt) | Nr. (Staffel) | Tests                                                                                  | Gast / Gäste                                                                   | Titel | Erstausstrahlung UK | Deutschsprachige Erstausstrahlung (D) | Quoten (UK) |
| ------------ | ------------- | -------------------------------------------------------------------------------------- | ------------------------------------------------------------------------------ | ----- | ------------------- | ------------------------------------- | ----------- |
| 180          | 1             | Ariel Ltd • Corvette C7 • Dodge Viper                                                  | Jesse Eisenberg • Gordon Ramsay                                                |       | 29. Mai 2016        | 6. September 2016                     | 6,42 Mio.   |
| 181          | 2             | McLaren 650S                                                                           | Jenson Button • Damian Lewis • Seasick Steve • Tinie Tempah • Sharleen Spiteri |       | 5. Juni 2016        | 16. September 2016                    | 4,06 Mio.   |
| 182          | 3             | Audi R8 • Ferrari F12 • Ford Focus RS • Honda Civic Type R • Mercedes A-Klasse A45 AMG | Ken Block • Anthony Joshua • Kevin Hart                                        |       | 12. Juni 2016       | 23. September 2016                    | 3,44 Mio.   |
| 183          | 4             | Tesla Model X • Aston Martin Vulcan                                                    | Bear Grylls • Brian Cox                                                        |       | 19. Juni 2016       | 30. September 2016                    | 3,22 Mio.   |
| 184          | 5             | BMW M2 • Zenos E10 R • Rolls-Royce Dawn • 1976 Rolls-Royce Corniche • Jaguar F-Type    | Jennifer Saunders • Paul Hollywood • Norman Dewis                              |       | 26. Juni 2016       | 7. Oktober 2016                       | 3,57 Mio.   |
| 185          | 6             | Ford Mustang VI • Honda NSX • Porsche 991                                              | Patrick Dempsey • Greg Davies                                                  |       | 3. Juli 2016        | 14. Oktober 2016                      | 2,64 Mio.   |

## Staffel 24 (2017)
| Nr. (gesamt) | Nr. (Staffel) | Tests                                                           | Gast / Gäste  | Titel | Erstausstrahlung UK | Deutschsprachige Erstausstrahlung (D) | Quoten (UK) |
| ------------ | ------------- | --------------------------------------------------------------- | ------------- | ----- | ------------------- | ------------------------------------- | ----------- |
| 186          | 1             | Ferrari FXX-K                                                   | James McAvoy  |       | 5. März 2017        | 17. August 2017                       | 3,77 Mio.   |
| 187          | 2             | Alfa Romeo Giulia Quadrifoglio                                  | David Tennant |       | 12. März 2017       | 24. August 2017                       | 3,60 Mio.   |
| 188          | 3             | Aston Martin DB11 • VW Golf GTI Clubsport S • Abarth 124 Spider | Tamsin Greig  |       | 19. März 2017       | 7. September 2017                     | 3,13 Mio.   |
| 189          | 4             | Bugatti Chiron • Renault Twingo GT                              | Tinie Tempah  |       | 26. März 2017       | 14. September 2017                    | 3,17 Mio.   |
| 190          | 5             | Ford GT                                                         | Chris Hoy     |       | 2. April 2017       | 21. September 2017                    | 3,27 Mio.   |
| 191          | 6             | Mercedes-AMG GT-R                                               | Ross Noble    |       | 16. April 2017      | 28. September 2017                    | 2,40 Mio.   |
| 192          | 7             | Porsche 718 Cayman S • Avtoros Shaman                           | Jay Kay       |       | 23. April 2017      | 5. Oktober 2017                       | 2,69 Mio.   |

## Staffel 25 (2018)
| Nr. (gesamt) | Nr. (Staffel) | Tests                                                         | Gast / Gäste             | Titel                                               | Erstausstrahlung UK | Deutschsprachige Erstausstrahlung (D) | Quoten (UK) |
| ------------ | ------------- | ------------------------------------------------------------- | ------------------------ | --------------------------------------------------- | ------------------- | ------------------------------------- | ----------- |
| 193          | 1             | —                                                             | Rob Brydon • Ken Block   | Road trip across Utah’s Wild West in V8 sports cars | 25. Februar 2018    | 16. August 2018                       | 3,50 Mio.   |
| 194          | 2             | McLaren 720S                                                  | Lee Mack                 |                                                     | 4. März 2018        | 23. August 2018                       | 3,04 Mio.   |
| 195          | 3             | Lexus LC 500 • Honda Civic Type R                             | —                        |                                                     | 11. März 2018       | 30. August 2018                       | 2,93 Mio.   |
| 196          | 4             | Dodge Challenger SRT Demon • Kia Stinger GT-S • Hyundai i30 N | Dara Ó Briain • Ed Byrne |                                                     | 18. März 2018       | 6. September 2018                     | 3,26 Mio.   |
| 197          | 5             | Ferrari 812 Superfast • Chevrolet Camaro ZL1 1LE              | Vicky McClure            |                                                     | 25. März 2018       | 13. September 2018                    | 2,97 Mio.   |
| 198          | 6             | Alpine A110                                                   | Jason Manford            |                                                     | 1. April 2018       | 27. September 2018                    | 2,97 Mio.   |

## Staffel 26 (2019)
| Nr. (gesamt) | Nr. (Staffel) | Tests                                                              | Gast / Gäste    | Titel                            | Erstausstrahlung UK | Deutschsprachige Erstausstrahlung (D) | Quoten (UK) |
| ------------ | ------------- | ------------------------------------------------------------------ | --------------- | -------------------------------- | ------------------- | ------------------------------------- | ----------- |
| 199          | 1             | Suzuki Ignis                                                       | James Marsden   |                                  | 17. Februar 2019    | 14. November 2019                     | 2,61 Mio.   |
| 200          | 2             | BMW M5 • Mercedes-Benz E63 AMG S                                   | Professor Green |                                  | 24. Februar 2019    | 21. November 2019                     | 2,27 Mio.   |
| 201          | 3             | Bentley Continental GT • Renault Mégane Sport • Porsche 911 GT2 RS | Gregory Porter  |                                  | 3. März 2019        | 28. November 2019                     | 2,28 Mio.   |
| 202          | 4             | —                                                                  | Matt Baker      | Second Hand Luxury Car Challenge | 10. März 2019       | 5. Dezember 2019                      | 2,20 Mio.   |
| 203          | 5             | Aston Martin V8 Vantage • Rolls-Royce Phantom • Ford Fiesta ST     | Stephen Mangan  |                                  | 17. März 2019       | 12. Dezember 2019                     | 2,40 Mio.   |

## Staffel 27 (2019)
| Nr. (gesamt) | Nr. (Staffel) | Tests                             | Gast / Gäste                                               | Titel | Erstausstrahlung UK | Deutschsprachige Erstausstrahlung (D) | Quoten (UK) |
| ------------ | ------------- | --------------------------------- | ---------------------------------------------------------- | ----- | ------------------- | ------------------------------------- | ----------- |
| 204          | 1             | Ferrari 488 Pista • McLaren 600LT | —                                                          |       | 16. Juni 2019       | 27. September 2020                    | 4,81 Mio.   |
| 205          | 2             | Tesla Model 3                     | Danny Boyle • Himesh Patel                                 |       | 23. Juni 2019       | 4. Oktober 2020                       | 4,64 Mio.   |
| 206          | 3             | Dallara Stradale                  | Damon Hill • Zara Tindall • Mike Tindall                   |       | 30. Juni 2019       | 11. Oktober 2019                      | 4,44 Mio.   |
| 207          | 4             | Rolls-Royce Cullinan              | Bob Mortimer                                               |       | 7. Juli 2019        | 18. Oktober 2020                      | 4,63 Mio.   |
| 208          | 5             | Toyota Supra                      | Will Young • Peter Wright • Mario Andretti • Clive Chapman |       | 14. Juli 2019       | 25. Oktober 2020                      | 3,77 Mio.   |

## Staffel 28 (2019–2020)
| Nr. (gesamt) | Nr. (Staffel) | Tests                                                                             | Gast / Gäste                                            | Titel         | Erstausstrahlung UK | Deutschsprachige Erstausstrahlung (D) | Quoten (UK) |
| ------------ | ------------- | --------------------------------------------------------------------------------- | ------------------------------------------------------- | ------------- | ------------------- | ------------------------------------- | ----------- |
| 209          |               |                                                                                   | —                                                       | Nepal Special | 29. Dezember 2019   |                                       | 3,72 Mio.   |
| 210          | 1             | Ariel Atom 4                                                                      | —                                                       |               | 26. Januar 2020     | 6. Juni 2021                          | 5,22 Mio.   |
| 211          | 2             | McLaren Speedtail                                                                 | Romesh Ranganathan                                      |               | 2. Februar 2020     | 13. Juni 2021                         | 4,90 Mio.   |
| 212          | 3             | Porsche Taycan                                                                    | —                                                       |               | 9. Februar 2020     | 20. Juni 2021                         | 5,24 Mio.   |
| 213          | 4             | Renault Mégane RS Trophy R • Porsche 718 Cayman GT4 • Lamborghini Gallardo Spyder | Emilia Fox • Laurence Fox                               |               | 16. Februar 2020    | 27. Juni 2021                         | 4,45 Mio.   |
| 214          | 5             | Volkswagen I.D. R                                                                 | KSI • Damon Hill                                        |               | 23. Februar 2020    | 4. Juli 2021                          | 5,11 Mio.   |
| 215          | 6             | BMW M8                                                                            | Tom Allen • Jimmy McRae • David Richards • Carlos Sainz |               | 1. März 2020        | 11. Juli 2021                         | 4,68 Mio.   |

## Staffel 29 (2020)
| Nr. (gesamt) | Nr. (Staffel) | Tests                                      | Gast / Gäste | Titel | Erstausstrahlung UK | Deutschsprachige Erstausstrahlung (D) | Quoten (UK) |
| ------------ | ------------- | ------------------------------------------ | ------------ | ----- | ------------------- | ------------------------------------- | ----------- |
| 216          | 1             | Ferrari SF90 Stradale                      | —            |       | 4. Oktober 2020     | 6. November 2021                      | 5,40 Mio.   |
| 217          | 2             | —                                          | —            |       | 11. Oktober 2020    | 7. November 2021                      | 5,05 Mio.   |
| 218          | 3             | Lamborghini Urus • Audi RS6                | —            |       | 18. Oktober 2020    | 13. November 2021                     | 6,04 Mio.   |
| 219          | 4             | —                                          | —            |       | 25. Oktober 2020    | 13. November 2021                     | 5,85 Mio.   |
| 220          | 5             | Mini Electric • Vauxhall Corsa-e • Honda e | —            |       | 1. November 2020    | 14. November 2021                     | 6,06 Mio.   |

## Staffel 30 (2021)
| Nr. (gesamt) | Nr. (Staffel) | Tests                           | Gast / Gäste | Titel           | Erstausstrahlung UK | Deutschsprachige Erstausstrahlung (D) | Quoten (UK) |
| ------------ | ------------- | ------------------------------- | ------------ | --------------- | ------------------- | ------------------------------------- | ----------- |
| 221          | 1             | Lamborghini Sián FKP 37         | —            | Dad’s Cars      | 14. März 2021       | 10. April 2022                        | 6,23 Mio.   |
| 222          | 2             | Ferrari Roma • Alfaholics GTA-R | —            | Bond Cars       | 21. März 2021       | 10. April 2022                        | 7,03 Mio.   |
| 223          | 3             | —                               | —            | Off Road        | 28. März 2021       | 17. April 2022                        | 6,30 Mio.   |
| 224          | 4             | Toyota GR Yaris                 | —            | Mid-life Crisis | 4. April 2021       | 17. April 2022                        | 6,00 Mio.   |

## Staffel 31 (2021)
| Nr. (gesamt) | Nr. (Staffel) | Tests                   | Gast / Gäste | Titel                              | Erstausstrahlung UK | Deutschsprachige Erstausstrahlung (D) | Quoten (UK) |
| ------------ | ------------- | ----------------------- | ------------ | ---------------------------------- | ------------------- | ------------------------------------- | ----------- |
| 225          | 1             | —                       | —            | Tribute to Eddie Kidd              | 14. November 2021   | 13. August 2023                       | 6,22 Mio.   |
| 226          | 2             | Lamborghini Huracán STO | —            | —                                  | 21. November 2021   | 13. August 2023                       | 5,85 Mio.   |
| 227          | 3             | Chevrolet Corvette      | —            | —                                  | 28. November 2021   | 20. August 2023                       | 6,14 Mio.   |
| 228          | 4             | Aston Martin Victor     | —            | —                                  | 5. Dezember 2021    | 20. August 2023                       | 5,63 Mio.   |
| 229          | 5             | —                       | —            | Tribute to the Lamborghini Miura   | 12. Dezember 2021   | 27. August 2023                       | 6,30 Mio.   |
| 230          | 6             | —                       | —            | Driving Home for Christmas Special | 24. Dezember 2021   | 27. August 2023                       | 4,15 Mio.   |

## Staffel 32 (2022)
| Nr. (gesamt) | Nr. (Staffel) | Tests                           | Gast / Gäste | Titel                               | Erstausstrahlung UK | Deutschsprachige Erstausstrahlung (D) | Quoten (UK) |
| ------------ | ------------- | ------------------------------- | ------------ | ----------------------------------- | ------------------- | ------------------------------------- | ----------- |
| 231          | 1             | —                               | —            | Motorsport road trip across Florida | 5. Juni 2022        | 26. Mai 2024                          | 4,45 Mio.   |
| 232          | 2             | —                               | —            | Classic and future TV cop cars      | 12. Juni 2022       | 26. Mai 2024                          | 3,86 Mio.   |
| 233          | 3             | Lotus Emira                     | —            | —                                   | 19. Juni 2022       | 2. Juni 2024                          | 4,09 Mio.   |
| 234          | 4             | Maserati MC20 • Rivian R1T      | —            | —                                   | 26. Juni 2022       | 2. Juni 2024                          | 3,96 Mio.   |
| 235          | 5             | Ford Puma ST • Ford Puma Rally1 | —            | —                                   | 3. Juli 2022        | 16. Juni 2024                         | 3,30 Mio.   |

## Staffel 33 (2022)
| Nr. (gesamt) | Nr. (Staffel) | Tests                                | Gast / Gäste | Titel                            | Erstausstrahlung UK | Deutschsprachige Erstausstrahlung (D) | Quoten (UK) |
| ------------ | ------------- | ------------------------------------ | ------------ | -------------------------------- | ------------------- | ------------------------------------- | ----------- |
| 236          | 1             | Rimac Nevera                         | —            | —                                | 30. Oktober 2022    |                                       | 4,86 Mio.   |
| 237          | 2             | —                                    | —            | Supercars on the German autobahn | 6. November 2022    |                                       | 4,49 Mio.   |
| 238          | 3             | Mercedes-AMG One • Range Rover       | —            | —                                | 13. November 2022   |                                       | 4,57 Mio.   |
| 239          | 4             | Honda Civic Type-R • Peugeot 205 GTI | —            | —                                | 20. November 2022   |                                       | 4,40 Mio.   |
| 240          | 5             | Ferrari Daytona SP3                  | —            | —                                | 18. Dezember 2022   |                                       | 3,59 Mio.   |

## Andere Specials
- Top Ground Gear Force Special
- Top Gear of the Pops
- An Evening With Top Gear - An exclusive preview of Series 22